# Léo Alaba
Léo Alaba, pseudonimo di Leonardo Santos do Nascimento (1º luglio 1999), è un calciatore brasiliano, difensore del Criciúma in prestito dall'AVS.

## Carriera
Ha iniziato a giocare nei campionati statali brasiliani con le maglie di Olímpia-BA, UNIRB e São Joseense. Nel 2022 è stato acquistato dai portoghesi del Vilafranquense, con cui ha debuttato a livello professionistico il 7 agosto nell'incontro di Segunda Liga perso 1-0 contro il Moreirense.

## Statistiche

### Presenze e reti nei club
Statistiche aggiornate al 30 agosto 2024.
| Stagione        | Squadra         | Campionato      | Campionato | Campionato | Coppe nazionali | Coppe nazionali | Coppe nazionali | Coppe continentali | Coppe continentali | Coppe continentali | Altre coppe | Altre coppe | Altre coppe | Totale | Totale |
| Stagione        | Squadra         | Comp            | Pres       | Reti       | Comp            | Pres            | Reti            | Comp               | Pres               | Reti               | Comp        | Pres        | Reti        | Pres   | Reti   |
| --------------- | --------------- | --------------- | ---------- | ---------- | --------------- | --------------- | --------------- | ------------------ | ------------------ | ------------------ | ----------- | ----------- | ----------- | ------ | ------ |
| 2019            | Olímpia-BA      | SD/BA           | 6          | 0          |                 | -               | -               |                    | -                  | -                  |             | -           | -           | 6      | 0      |
| 2020            | UNIRB           | SD/BA           | 3          | 0          |                 | -               | -               |                    | -                  | -                  |             | -           | -           | 3      | 0      |
| 2021            | UNIRB           | PD/BA           | 9          | 0          |                 | -               | -               |                    | -                  | -                  |             | -           | -           | 9      | 0      |
| 2021            | São Joseense    | A2/PR           | 11         | 0          |                 | -               | -               |                    | -                  | -                  |             | -           | -           | 11     | 0      |
| 2022            | São Joseense    | A1/PR           | 12         | 0          |                 | -               | -               |                    | -                  | -                  |             | -           | -           | 12     | 0      |
| 2022-2023       | Vilafranquense  | LdH             | 29         | 1          | CP+CdL          | 1+3             | 0               |                    | -                  | -                  |             | -           | -           | 33     | 1      |
| 2023-2024       | AVS             | LdH             | 26+2       | 0          | CP+CdL          | 1+4             | 0               |                    | -                  | -                  |             | -           | -           | 33     | 0      |
| 2024-2025       | AVS             | PL              | 4          | 0          | CP+CdL          | 0               | 0               |                    | -                  | -                  |             | -           | -           | 4      | 0      |
| Totale carriera | Totale carriera | Totale carriera | 102        | 1          |                 | 9               | 0               |                    | -                  | -                  |             | -           | -           | 111    | 1      |